# Cyclophora anaisaria
Cyclophora anaisaria là một loài bướm đêm trong họ Geometridae.